# Christopher Chaplin
Christopher James Chaplin – szwajcarsko-angielski kompozytor i aktor. Urodził się w Szwajcarii jako najmłodszy syn aktora filmowego Charliego Chaplina i jego czwartej żony Oony O'Neill. Jest wnukiem  pisarza Eugene'a O'Neilla.

## Biografia
Christopher Chaplin urodził się 8 lipca 1962 r. w Clinique de Mont Choisi w Lozannie w Szwajcarii. Jest najmłodszym dzieckiem aktora filmowego Charliego Chaplina i jego czwartej żony Oony O'Neill.W 1977 roku, kiedy Christopher miał 15 lat, jego ojciec zmarł na udar w wieku 88 lat. Christopher od najmłodszych lat uczył się gry na fortepianie u Irene Denereaz w Vevey, a następnie zamieszkał w Londynie gdzie w wieku 21 lat rozpoczął karierę aktora filmowego.

### Kariera filmowa
Christopher zadebiutował w filmie fabularnym rolą Iwana w komedii Gdzie jest Parsifal? (org.Where is Parsifal?)   (1983), pokazany w sekcji Un Certain Regard na Festiwalu Filmowym w Cannes w 1984  oraz zagrał rolę Jacques’a Sette’a w telewizyjnym miniserialu Charlesa Jarrotta Do zobaczenia (org.Till We Meet Again) opartym na tytułowej powieści Judith Krantz.
W  historycznym filmie biograficznym Śmierć ucznia (org.Death of a Schoolboy) w reżyserii Petera Patzaka, film opowiada o życiu 17-letniego Gavrilo Principa, Christopher wcielił się w rolę Trifco i zagrał w filmie reżyserii Franza Kafki Jaromila Jireša Labirynt (1991).
Następną rolę Christopher zagrał w historycznym filmie Johna Glena Kolumb odkrywca (oryg. Christopher Columbus: The Discovery), wydanym z okazji 500. rocznicy z podróży żeglarza Krzysztofa Kolumba. Film ten otrzymał nagrodę krytyków Amerykańskiego Instytutu Filmowego w 1992 roku. W tym filmie Christopher Chaplin zagrał Rodrigo de Escobedo, hiszpańskiego notariusza królewskiego, sekretarza floty Kolumba i dowódcy fortu La Navidad.
W 1994 we francuskim filmie drogi z epoki Szlak telegraficzny (org.La Piste du télégraphe) w reżyserii Liliane de Kermadec  Chaplin zagrał Johna u boku rosyjskiej aktorki Jeleny Safonowej.
W dramacie historycznym Agnieszki Holland Całkowite zaćmienie (Total Eclipse)(1995) zagrał francuskiego poetę Charlesa Crosa.
Christopher Chaplin podjął się stworzenia własnego filmu, napisał scenariusz do krótkometrażowego  filmu pt.Je suis le Ténébreux.  Reżyserami filmu byli Christopher Chaplin oraz Georg Taylor.  Film ten zdobył I miejsce na festiwalu na   Vienna Independent Film Festival (VIFF) w Wiedniu w 2017 oraz zdobył Złotą Statuetkę jako najlepszy film experymentalny.

### Kariera muzyczna
Od 2005 roku Christopher Chaplin rozpoczął pracę twórczą muzyczną i kompozytorską w różnych odmianach muzyki. Napisał utwory muzyczne dla kilku europejskich projektów teatralnych i skomponował orkiestrowe utwory wieloczęściowe, takie jak „Kwartet smyczkowy nr 1” i „Scratch the Surface” oraz skomponował utwory muzyki eksperymentalnej w tym w także z różnych odmian muzyki elektronicznej. W 2009 roku nawiązał współpracę z wiedeńską wytwórnią muzyki elektronicznej „Fabrique Records”. We  współpracy z  muzykiem Thomasem Pötzem  „Kavą” stworzyli album muzyczny „Seven Echoes” wydany w 2010 roku. Muzyk Hans-Joachim Roedelius zaprosił Christophera do wzięcia udziału w sesji na żywo pt. „Late Junction” dla BBC Radio 3.  Dzięki współpracy artystów powstał album  „King of Hearts”, wydany w 2012 roku.
Na podstawie fascynacji tekstem z XVI wieku, w którym opisano alchemików, astrologów, czarownice i pogan z  włoskiego historycznego miasta Bolonii, stworzył  muzykę eksperymentalną. Utwory te znajdują się na jego debiutanckim albumie „Je suis le Ténébreux”. Przy tworzeniu kolejnego albumu „Paradise Lost”, opartym na epopei Johna Miltona wydanej w 1967 roku, Chaplin współpracował z amerykańskim wokalistą i poetą Leslie Winerem oraz brytyjskim tenorem Nathanem Vale. W czasie kariery muzycznej współpracował z zespołami i muzykami:  niemieckim  Hansem-Joachimem Roedeliusem, irlandzkim projektem muzycznym „Stereo Hypnosis”. Z irlandzkim projektem muzycznym „Stereo Hypnosis” Christopher Chaplin zagrał na kilku koncertach na syntezatorach i instrumentach elektronicznych. Wspólny pomysł nagrania  improwizacji wykonanych na żywo zaowocował powstaniem albumu muzycznego „BJARMI” który został wydany na płycie w 2019r.
W Polsce  Christopher Chaplin zagrał swoje utwory w 2019 na Międzynarodowym Festiwalu Muzyki Współczesnej i Sztuk Wizualnych Mózg Festival  w Warszawie. Christopher Chaplin wykonał swoje utwory muzyczne z wizualizacją na ekranach wykonaną przez duet artystów Luma Launisch - Astrid Steiner oraz „Launisch” - Florian Launisch, w 2023 wystąpił na scenie 25 Międzynarodowych Prezentacji Multimedialnych „Ambient Festival”. W 2024 Christopher Chaplin wydał swój pierwszy album koncertowy „Patriachs Live”, nagranie jego występu na żywo nastąpiło 14 lutego 2023 w klubie Rhiz w Wiedniu.

## Dyskografia
- Seven Echoes – Christopher Chaplin, „Kava” (Thomas Pötz) (2010, Fabrique Records)
- King of Hearts – Christopher Chaplin, Hans-Joachim Roedelius  (2012, Sub Rosa)
- Je suis le Ténébreux – Christopher Chaplin (2016, Fabrique Records) – (z Hans-Joachim Roedelius, Christine Roedelius, Judith Chemla, Claudia Schumann, Pino Costalunga)
- Deconstructed (Remix EP) – Christopher Chaplin (2017, Fabrique Records) – album zawiera remixy: Tim Story, Jana Irmert, Peter Zirbs, <tfo>
- Triptych in Blue – Hans-Joachim Roedelius, Christopher Chaplin, Andrew Heath (2017, Disco Gecko Recordings)
- Paradise Lost – Christopher Chaplin (2018, Fabrique Records) –  przy współpracy z  Leslie Winer, Nathan Vale
- BJARMI – Christopher Chaplin, Stereo Hypnosis (2019, Fabrique Records)
- M – Christopher Chaplin (2020, Fabrique Records) – przy współpracy z  Finley Quaye, Aurelia

### Albumy
- Patriachs Live – Christopher Chaplin (2023, Fabrique Records)

### Remixy
- "Slippery Forces" – Boz Boorer (2012, Fabrique Records)[31]
- "Virtue" – Loretta Who (2016, Fabrique Records)

## Single
- "Enosh" –  (2020, Fabrique Records)
- "Jared" –  (2021, Fabrique Records)